# Marchesini
Marchesini – polski herb szlachecki z nobilitacji, nieznany z wizerunku.

## Najwcześniejsze wzmianki
Nadany Karolowi Antoniemu Marchesiniemu de Monte Cenere z Bolonii, kanonikowi płockiemu, sekretarzowi królowej Bony.

## Herbowni
Marchesini.